# Grécia nos Jogos Olímpicos de Inverno de 2014
A Grécia participou dos Jogos Olímpicos de Inverno de 2014, realizados na cidade de Sóchi, na Rússia. Foi a décima oitava aparição do país em Olimpíadas de Inverno.

## Desempenho

### Esqui alpino
Feminino
| Atleta       | Evento         | Descida 1 | Descida 2 | Total   | Pos. |
| ------------ | -------------- | --------- | --------- | ------- | ---- |
| Sophia Ralli | Slalom         | 1:05.20   | 1:01.57   | 2:06.77 | 38º  |
| Sophia Ralli | Slalom gigante | 1:33.63   | 1:32.84   | 3:06.47 | 58º  |

Masculino
| Atleta                  | Evento         | Descida 1 | Descida 2 | Total   | Pos. |
| ----------------------- | -------------- | --------- | --------- | ------- | ---- |
| Kostas Sykaras          | Slalom         | 57.83     | 1:06.25   | 2:04.08 | 36º  |
| Kostas Sykaras          | Slalom gigante | 1:30.75   | 1:31.58   | 3:02.33 | 52º  |
| Kostas Sykaras          | Super-G        |           |           | 1:26.32 | 52º  |
| Massimiliano Valcareggi | Slalom         | 58.97     | 1:06.75   | 2:05.72 | 38º  |
| Massimiliano Valcareggi | Slalom gigante | 1:30.72   | 1:33.64   | 3:04.36 | 54º  |
| Massimiliano Valcareggi | Super-G        |           |           | DSQ     | DSQ  |

### Esqui cross-country
Feminino
| Atleta            | Evento     | Qualificatória | Qualificatória | Quartas-de-final | Quartas-de-final | Semifinal   | Semifinal   | Final       | Final       |
| Atleta            | Evento     | Tempo          | Pos.           | Tempo            | Pos.             | Tempo       | Pos.        | Tempo       | Pos.        |
| ----------------- | ---------- | -------------- | -------------- | ---------------- | ---------------- | ----------- | ----------- | ----------- | ----------- |
| Panagiota Tsakiri | Velocidade | 3:02.75        | 64º            | Não avançou      | Não avançou      | Não avançou | Não avançou | Não avançou | Não avançou |

Masculino
| Atleta            | Evento     | Qualificatória | Qualificatória | Quartas-de-final | Quartas-de-final | Semifinal   | Semifinal   | Final       | Final       |
| Atleta            | Evento     | Tempo          | Pos.           | Tempo            | Pos.             | Tempo       | Pos.        | Tempo       | Pos.        |
| ----------------- | ---------- | -------------- | -------------- | ---------------- | ---------------- | ----------- | ----------- | ----------- | ----------- |
| Apostolos Angelis | Velocidade | 4:01.87        | 74º            | Não avançou      | Não avançou      | Não avançou | Não avançou | Não avançou | Não avançou |

### Salto de esqui
Masculino
| Atleta             | Evento                  | Preliminar | Preliminar | Primeira rodada | Primeira rodada | Final       | Final       | Final       |
| Atleta             | Evento                  | Pontos     | Pos.       | Pontos          | Pos.            | Pontos      | Total       | Pos.        |
| ------------------ | ----------------------- | ---------- | ---------- | --------------- | --------------- | ----------- | ----------- | ----------- |
| Nico Polychronidis | Pista normal individual | 85.0       | 48º        | Não avançou     | Não avançou     | Não avançou | Não avançou | Não avançou |
| Nico Polychronidis | Pista longa individual  | 74.7       | 47º        | Não avançou     | Não avançou     | Não avançou | Não avançou | Não avançou |

### Skeleton
| Atleta             | Evento    | Final      | Final      | Final      | Final       | Final   | Final |
| Atleta             | Evento    | 1ª descida | 2ª descida | 3ª descida | 4ª descida  | Total   | Pos.  |
| ------------------ | --------- | ---------- | ---------- | ---------- | ----------- | ------- | ----- |
| Alexandros Kefalas | Masculino | 58.20      | 58.33      | 58.22      | Não avançou | 2:54.75 | 23º   |

Legenda
| Recorde mundial      | Recorde mundial (World record)               |                       | Recorde africano                      | Recorde africano (African) |                                           | Q | Classificado por posição (Qualified) |
| Recorde olímpico     | Recorde olímpico (Olympic record)            | Recorde da América    | Recorde da América (Americas)         | q                          | Classificado por melhor tempo (Qualified) |   |                                      |
| Melhor marca do ano  | Melhor marca do ano (World leading)          | Recorde asiático      | Recorde asiático (Asian)              | DNS                        | Não largou (Did not start)                |   |                                      |
| Recorde nacional     | Recorde nacional (National record)           | Recorde europeu       | Recorde europeu (European)            | DNF                        | Não terminou (Did not finish)             |   |                                      |
| Recorde pessoal      | Recorde pessoal do atleta (Personal best)    | Recorde da Oceania    | Recorde da Oceania (Oceania)          | DSQ / DQ                   | Desclassificado (Disqualified)            |   |                                      |
| Recorde da temporada | Recorde da temporada do atleta (Season best) | Recorde sul-americano | Recorde sul-americano (South America) | NM                         | Sem marca (No mark)                       |   |                                      |